# Discestra petricolor
Discestra petricolor är en fjärilsart som beskrevs av Turati 1923. Discestra petricolor ingår i släktet Discestra och familjen nattflyn. Inga underarter finns listade i Catalogue of Life.